# Wagadugu
Wagadugu (diula i fr. Ouagadougou, IPA: [waɡaduɡu]; mossi Waogdgo, IPA: [ˈwɔɣədəɣʊ]) – miasto w środkowej Burkinie Faso, stolica i największe miasto tego kraju, ośrodek administracyjny prowincji Kadiogo. W 2019 roku zamieszkiwane przez blisko 2,5 mln mieszkańców.

## Historia
Miasto założone zostało w XV wieku. W 1896 zostało zajęte przez Francuzów. Od 1919 roku było siedzibą władz kolonialnych, a od 1960 stolicą Górnej Wolty. Po zmianie nazwy kraju na Burkina Faso Wagadugu pozostało stolicą.
W 1998 podpisano tu uzupełniający protokół do Afrykańskiej Karty Praw Człowieka i Ludów.

## Klimat
Klimat Wagadugu jest gorący. Miasto znajduje się w strefie klimatu podrównikowego suchego, a opady wynoszą 750 mm. Pora deszczowa trwa od maja do października ze średnią temperaturą +30 °C. Pora sucha trwa przez pozostałą część roku z minimalną temperaturą +19 °C. Maksymalne temperatury odnotowuje się okresie od kwietnia do maja, dochodzą one nawet do +45 °C. Duży udział w kształtowaniu klimatu ma suchy wiatr harmattan, wiejący w porze suchej znad Sahary.
| Miesiąc                         | Sty | Lut | Mar | Kwi | Maj | Cze | Lip | Sie | Wrz | Paź | Lis | Gru | Roczna |
| ------------------------------- | --- | --- | --- | --- | --- | --- | --- | --- | --- | --- | --- | --- | ------ |
| Średnie dobowe temperatury [°C] | 24  | 27  | 30  | 32  | 31  | 29  | 27  | 26  | 26  | 28  | 27  | 25  | 27     |
| Źródło: Weatherbase             |     |     |     |     |     |     |     |     |     |     |     |     |        |

## Gospodarka
Głównymi gałęziami przemysłu miasta są: przetwórstwo orzeszków ziemnych, rzeźnie, przemysł włókienniczy (oczyszczanie bawełny), obuwniczy.

## Transport

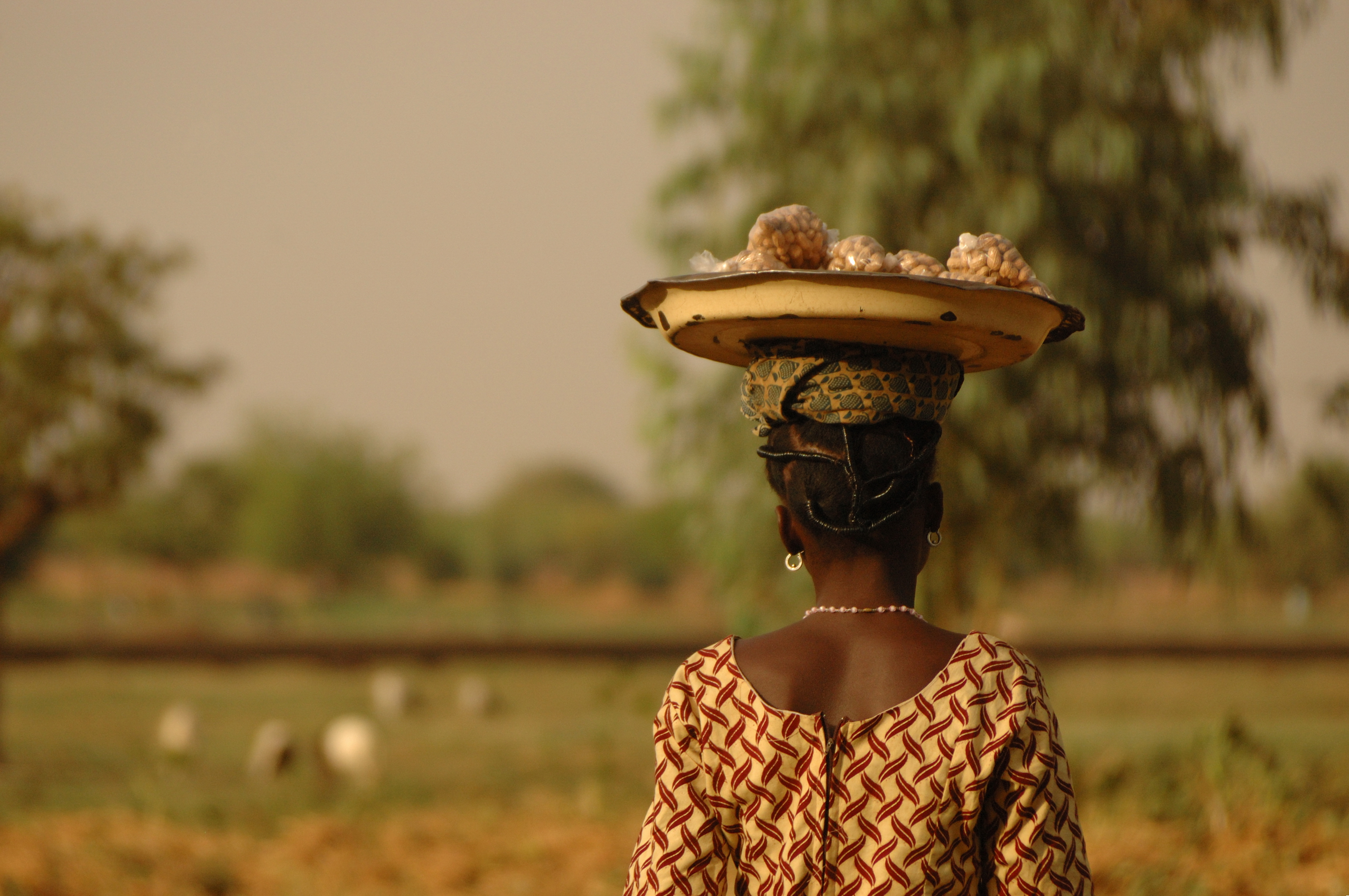
Kobieta sprzedająca orzeszki ziemne w Wagadugu

Przez miasto przebiega jedyna linia kolejowa w kraju biegnąca aż do Abidżanu (Wybrzeże Kości Słoniowej), która jednak ze względu na zamknięcie granicy zapewnia połączenie pasażerskie tylko na terytorium Burkina Faso. Drogi samochodowe łączą miasto z drugim dużym ośrodkiem administracyjnym kraju Bobo-Dioulasso. Inna ważna trasa komunikacyjna – często uczęszczana także przez turystów – łączy stolicę z Ghaną na południu i Mali na północy.
Obok typowych w tej części świata połączeń taksówkami zbiorowymi, istnieją też regularne połączenia autobusowe z Niameyem w Nigrze, Bamako w Mali (trasą przez Bobo-Dioulasso), Akrą w Ghanie i Tanguiétą w Beninie.
Wagadugu posiada też międzynarodowy port lotniczy z połączeniami do Paryża oraz kilku miast w Afryce Zachodniej.

## Atrakcje turystyczne

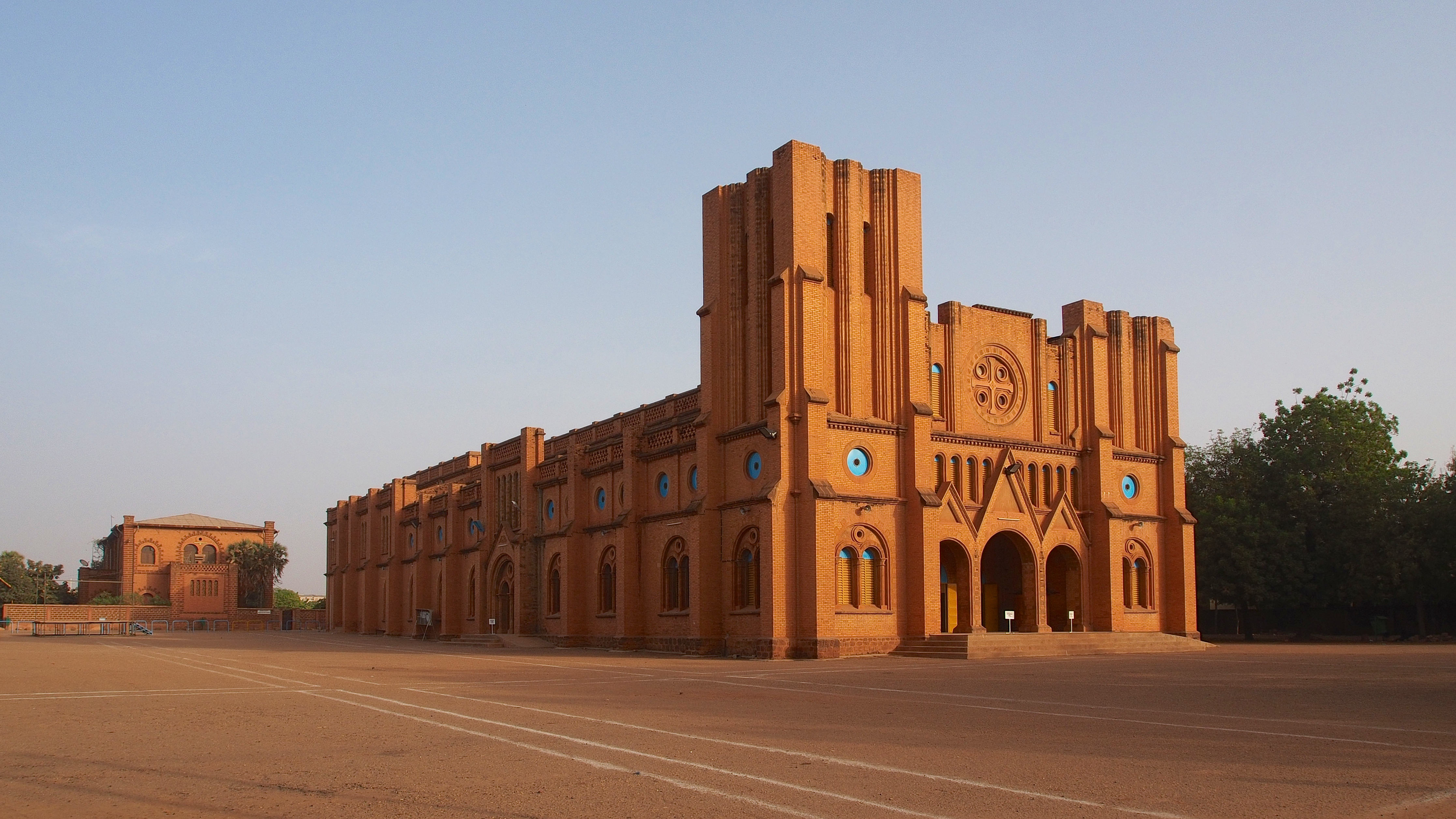
Katedra Niepokalanego Poczęcia Najświętszej Marii Panny

Miasto nie szczyci się wieloma zabytkami, aczkolwiek działa tu kilka muzeów, mogących budzić zainteresowanie turystów. Zalicza się do ich Musée National („Muzeum Narodowe”) i Maison du Peuple, gdzie można zobaczyć kolekcję masek afrykańskich.
W mieście organizowanych jest także kilka festiwali, między innymi co dwa lata odbywa się tu ogólnoafrykański festiwal filmów (w pozostałych latach organizowany on jest w Tunisie). Również co dwa lata odbywa się tu Międzynarodowy Festiwal Teatralny i Kukiełkowy (Festival International de Théâtre et de Marionette de Ouagadougou).

## Współpraca
Miejscowości partnerskie:
- Braine-le-Comte, Belgia
- Briton Ferry, Wielka Brytania
- Grenoble, Francja
- Kumasi, Ghana
- Kuwejt, Kuwejt
- Leuze-en-Hainaut, Belgia
- Lyon, Francja
- Quebec, Kanada
- San Miniato, Włochy
- Tajpej, Tajwan
- Turyn, Włochy